# Kościół Tuvalu
Kościół Tuvalu, ang. The Congregational Christian Church of Tuvalu (tuvalu: Te Ekalesia Kelisiano Tuvalu, EKT) – kościół protestancki na Tuvalu o charakterze państwowym, choć w praktyce jest upoważniony jedynie do „uprzywilejowanego sprawowania specjalnych usług na szczególnie ważnych wydarzeniach narodowych”. Członkowie Kościoła stanowią 97% lub 91% mieszkańców archipelagu. Od strony wyznaniowej należy do tradycji reformowanej.
Konstytucja Tuvalu gwarantuje wolność wyznania, w tym wolność praktykowania, swobodę zmiany wyznania, prawo do nieakceptowania nauki religii w szkole lub nieuczęszczania na szkolne uroczystości religijne, daje także prawo do „nie składania przysięgi ani nie składania oświadczenia sprzecznego z wiarą lub przekonaniami”.
Chrześcijaństwo po raz pierwszy pojawiło się na Tuvalu w 1861 r., kiedy to Elekana, diakon kościoła kongregacyjnego z Manihiki (Wyspy Cooka) wskutek sztormu trafił na Nukulaelae. Elekana zaczął nawracać miejscową ludność na chrześcijaństwo. Nim założył Kościół Tuvalu uczył się w Malua Theological College, szkole Londyńskiego Towarzystwa Misyjnego w Samoa.
W 1878 r. chrześcijaństwo było na tyle rozpowszechnione, że na każdej wyspie mieszkali chrześcijańscy kaznodzieje. Pod koniec XIX wieku byli to przede wszystkim Samoańczycy, którzy wpłynęli na rozwój języka i muzyki Tuvalu. W 1969 r. Kościół uniezależnił się od  London Missionary Society.
Były Gubernator Generalny Tuvalu, Filoimea Telito, przewodniczył Kościołowi do śmierci w lipcu 2011 roku. Obecnie (2017) przewodniczącym kościoła jest Penitusi Taeai, a sekretarzem generalnym – Tafue Lusama.
Doktryna Kościoła jest kalwińska, natomiast od strony organizacyjnej jest to kościół kongregacyjny, podzielony na 13 parafii. Nie ma ordynacji kobiet. Przyjęto wyznanie apostolskie i nicejskie.
Kościół jest członkiem World Association for Christian Communication, Boys' Brigade International Fellowship, Światowej Wspólnoty Kościołów Reformowanych, Światowej Rady Kościołów oraz Pacific Conference of Churches. Utrzymuje również stosunki z Kościołem Metodystów na Fidżi, z Kościołem Chrześcijańskim w Samoa, Kościołem Jedności Kiribati, Kościołem Jedności Kiribati w Australii oraz Kościołami Metodystów i Prezbiterianów w Nowej Zelandii.